# François Claude de Bouillé
François Claude de Bouillé, francoski general, * 19. november 1739, † 14. november 1800.

## Življenjepis
Boril se je med sedemletno vojno, nato pa je postal guverner Antilov (na tem položaju se je boril proti Britancem v sklopu ameriške osamosvojitvene vojne). Po vrnitvi v Francijo je postal guverner Trois-Év?chésa, Alzacije in Franche-Comtéja. V letih 1787–1788 je bil član Zbora plemičev (Assemblée des notables), v katerem je branil plemiške privilegije. Med francosko revolucijo je bil odločen protirevolucionar; zaradi tega je celo omenjen v Marsejezi. Leta 1791 se je umaknil v Ruski imperij, nato pa v Habsburško monarhijo.